# Dara (distrikt i Syrien)
Dara (arabiska: منطقة مركز درعا, منطقة درعا) är ett distrikt i Syrien.   Det ligger i provinsen Dara, i den sydvästra delen av landet, 100 kilometer söder om huvudstaden Damaskus.